# Max Berek
Maks Berek (ur. 16 sierpnia 1888 r. w Raciborzu, zm. 15 października 1949 r. we Fryburgu Bryzgowijskim w Badenii-Wirtembergii) – niemiecki naukowiec specjalizujący się w optyce aparatów fotograficznych.

## Życiorys

### Młodość
Jego ojciec był robotnikiem w raciborskim młynie. Uczęszczał do raciborskiego gimnazjum, gdzie w 1905 roku zdał maturę. Następnie rozpoczął studia na wydziale nauk przyrodniczych Uniwersytetu Berlińskiego, które ukończył w 1910 roku. Po ukończeniu studiów był asystentem znanego niemieckiego geologa – profesora Liebischa. W 1912 roku uzyskał tytuł doktora oraz rozpoczął pracę jako współpracownik naukowy w zakładach Leitza (Leica) z Wetzlar. W latach 1914–1918, podczas I wojny światowej walczył jako oficer na wszystkich frontach. W 1919 roku powrócił do pracy w zakładach Leitza.

### Praca w zakładach Leitza
Kolejne kilka lat zajęły badania nad podstawami mikroskopii i praktycznym zastosowaniu nowych rozwiązań technicznych w optyce aparatów fotograficznych. Efektem tych badań był szereg ulepszeń i udoskonaleń w optyce sprzętu fotograficznego oraz kilka opracowań naukowych. Nie zyskał jednak tym sławy, ponieważ jego osiągnięcia były znane jedynie fachowcom z dziedziny optyki.
Sławę i rozgłos przyniosło Berkowi skonstruowanie całkowicie nowego, specjalnego obiektywu do aparatu Leica o nazwie Elmax. Nazwa obiektywu została stworzona z inicjałów właściciela zakładów Leitza – Ernesta Leitza oraz z całości imienia konstruktora Maxa Berka.
Aparat firmy Leitza z obiektywem Elmax cieszył się niezwykłym powodzeniem, a większość nazywała go w skrócie Max. W 1924 roku zakłady Leitza ruszyły z masową produkcją, która dochodziła do setek tysięcy egzemplarzy. Cały okres międzywojenny upłynął niemieckiemu naukowcowi na ulepszaniu optyki aparatów Leitza.

### Schyłek życia
W 1940 roku odwiedził po raz ostatni Racibórz, gdzie spotkał się ze swoimi dawnymi kolegami z gimnazjum. Oprócz pracy zawodowej, jego największą pasją była gra na flecie. Max Berek zmarł 15 października 1949 roku we Fryburgu Bryzgowijskim.

## Nagrody i wyróżnienia
W 1925 roku został profesorem honorowym Uniwersytetu w Marburgu, a Uniwersytet w Gießen nadał mu krótko przed śmiercią tytuł doktora honoris causa.
Ukoronowaniem jego pracy była nagroda Grand Prix za urządzenie optyczne do aparatów Leitza, która została przyznana na Wystawie Światowej w 1938 roku w Paryżu.
Berek był współzałożycielem Niemieckiego Towarzystwa Optyki Stosowanej oraz członkiem wielu innych towarzystw naukowych, współredaktorem kilku fachowych wydawnictw i czasopism z dziedziny optyki.

## Dorobek naukowy
Berek uzyskał rozgłos za sprawą publikacji fachowej literatury z dziedziny optyki. Wydał 88 poważnych rozpraw naukowych, głównie z zakresu optyki.
W 1930 roku ukazało się jego przełomowe, jak na tamte czasy, dzieło Grundlagen der praktischen Optik (Podstawy optyki praktycznej), które dotyczyło podstaw optyki praktycznej.
W 1934 roku Berek wydał rozprawę o zasadach funkcjonowania i pracy mikroskopów polaryzacyjnych. Natomiast w latach czterdziestych XX wieku ukazały się 2 tomy (miały się ukazać 4) znaczącego dzieła z zakresu nauczania optyki.